# Мавзолей Тангуна
Мавзолей Тангуна — древний могильник, находящийся в местечке Кандон возле Пхеньяна в Северной Корее. Северная Корея заявляет, что здесь похоронен Тангун, согласно средневековой корейской мифологии основавший Кочосон, первое корейское государство.
В 1994 году над захоронением была возведена пирамида около 22 метров высотой и 50 метров в основании. Весь комплекс занимает 1,8 км² и находится на склонах горы Тэбаксан (кор. 대박산). Сейчас разделён на три зоны: реставрационная зона, зона каменных статуй и пирамида с погребальной камерой внутри.